# Herb Buczacza
Herb Buczacza – znak heraldyczny, symbolizujący miasto Buczacz na Ukrainie, w obwodzie tarnopolskim. 
Herb Buczacza w czasie Królestwa Polskiego przedstawiał na tarczy w polu błękitnym półtrzeciakrzyż srebrny. Był to herb Pilawa Srebrna.
Herb Pilawa Złota należący do właściciela miasta – starosty kaniowskiego Mikołaja Bazylego Potockiego, przedstawiciela Potockich herbu Pilawa linii prymasowskiej – jest w centrum obecnego herbu miasta.

Herb Buczacza z okresu przed rozbiorami
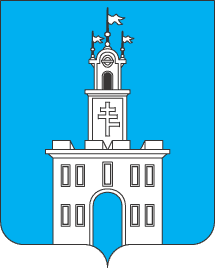
Herb z czasu zaboru austriackiego
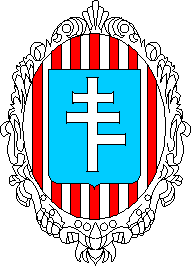
Herb Buczacza okresu międzywojennego
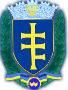
Herb obecny